# 원고
원고(原告)란 민사소송에서 소를 제기한 자를 뜻하는 민사소송법상 개념이다. 사인은 그 생활을 둘러싸고 다른 사람과의 사이 분쟁이 생긴 때에는 그 분쟁의 법칙 해결을 국가의 법원에 구할 수 있는데, 이 경우에 분쟁의 해결을 구하는 자를 “원고”라고 한다. 원고에 대립하는 당사자를 피고라고 한다.

## 같이 보기
- 피고

## 참고 문헌
- 조상희, 『법학전문대학원 민사소송법 기본강의』. 한국학술정보(주), 2009. ISBN 9788953423077